# 帕孙戈斯
帕孙戈斯，是西班牙拉里奥哈自治区的一个市镇。总面积25平方公里，总人口44人（2001年），人口密度2人/平方公里。